# Paul-André Meyer
Pour les articles homonymes, voir Meyer.
Paul-André Meyer (Boulogne-Billancourt, 21 août 1934 - Strasbourg, 30 janvier 2003) est un mathématicien français. 
Élu Correspondant de l'Académie des sciences le 20 mars 1978, section Mathématique.
Mathématicien, ancien élève de l'École normale supérieure, directeur de recherche au CNRS, Paul-André Meyer a mené une carrière de chercheur à l'université Louis Pasteur de Strasbourg. Il a consacré son œuvre scientifique à la théorie du potentiel et au calcul des probabilités, et s'est illustré par son renommé séminaire de Strasbourg.

## Biographie
Paul-André Meyerowitz est né en 1934. Son père était un commerçant[Où ?] qui avait fui en France peu de temps après le déclenchement de la Seconde Guerre mondiale. La famille Meyerowitz quitte la France en 1940 pour l'Argentine et s'installe à Buenos Aires. De retour en France, en 1946, Paul-André entre au lycée Janson-de-Sailly à Paris. En 1952, son père change le nom de famille de Meyerowitz en Meyer.
Paul-André Meyer est reçu à l'École normale supérieure en 1954, agrégation en 1957, docteur ès sciences en 1960.
Il se convertit au catholicisme romain et, en 1957, épouse Geneviève[Qui ?], qu'il a rencontrée en étudiant à la Sorbonne. Ils auront trois enfants entre 1959 et 1962 et un quatrième en 1969.
Paul-André Meyer est l'un des fondateurs de l'école française des probabilités. Il a développé des travaux fondamentaux liant théorie du potentiel et des probabilités, objet de son livre Probabilités et Potentiel, paru en 1966, puis réédité sous forme de traité en cinq volumes avec Claude Dellacherie entre 1975 et 1992.
On doit en particulier à Paul-André Meyer la version générale de la décomposition de Doob des sous-martingales, la création avec son élève, Claude Dellacherie, de la théorie générale des processus stochastiques, ainsi que le célèbre Séminaire des probabilités édité chaque année depuis 1967 par Springer, et dans lequel, inlassablement, Paul-André Meyer développait ses résultats, rédigeait des versions lumineuses d'articles importants parus dans l'année, et accueillait les travaux de chercheurs confirmés, et surtout de jeunes chercheurs auxquels il apportait très souvent une aide substantielle. C'est dans le Séminaire que sont parus son Cours sur les intégrales stochastiques, ses Probabilités quantiques et sa Géométrie différentielle stochastique, textes de référence au niveau international.
Dans le domaine des processus stochastiques, les travaux de Paul-André Meyer ont apporté à cette branche des probabilités toute la rigueur nécessaire et lui ont donné de nouvelles lettres de noblesse.

## Articles de Paul-André Meyer (sélection)
- Brelot's axiomatic theory of the Dirichlet problem and Hunt's theory, Annales de l'Institut Fourier, 13 no. 2 (1963), p. 357-372
- Intégrales stochastiques I, Séminaire de probabilités de Strasbourg, 1 (1967), p. 72-94
- Intégrales stochastiques II, Séminaire de probabilités de Strasbourg, 1 (1967), p. 95-117
- Intégrales stochastiques III, Séminaire de probabilités de Strasbourg, 1 (1967), p. 118-141
- Intégrales stochastiques IV, Séminaire de probabilités de Strasbourg, 1 (1967), p. 124-162
- Generation of sigma-fields by step processes, Séminaire de probabilités de Strasbourg, 10 (1976), p. 118-124
- L'archive NUMDAM contient des versions numérisés de plus de deux cents articles de Paul-André Meyer.